# Кулдур
Кулдур (на руски: Кулдур) е селище от градски тип в Облученски район на Еврейската автономна област в Русия.
Името произлиза от Чул Джи Ури, което на местния език означава горещ, греян.

## География
Селището се намира в долината на едноименната река (басейна на река Бира), в подножието на Буреинския хребет.
Железопътната станция е разположена на линията Известковий – Новий Ургал. Разстоянието до Известковий е 30 км.
Автомобилният път към Кулдур преминава северно от Биракан (по автомобилния път Чита – Хабаровск). Разстоянието до Биракан е 25 км, до Биробиджан – 135 км, а до град Облучие – 77 км.

## История
Селището е основано през 1897 г. От 1938 г. е вилно селище, от 1958 г. – курортно селище от градски тип, от 2001 г. – селище в Облученския район на Еврейската автономна област.

## Курорт
Кулдур е здравен курорт от федерално значение. В курортната зона има четири санаториума: „Кулдур“, „Горняк“, военен, както и първия в Далечния Изток частен санаториум.